# Antonio Ricci
Antonio Ricci fou un pintor barroc italià que va treballar a Espanya.
Va arribar a Espanya per a treballar en la decoració del Monestir de l'Escorial, sota les ordres de Federico Zuccaro. Antonio va contreure matrimoni amb una espanyola i es va instal·lar a Madrid, castellanitzant el seu cognom com Rizi. A Madrid naixerien els seus fills Juan Ricci en 1600 i Francisco Ricci en 1614, que també serien pintors.